# Sotalia guianensis
O boto-cinza (Sotalia guianensis) pertence à ordem Cetartiodactyla, subordem Odontodecti, classe Mammalia e família Delphinidae. É comum, para esta espécie, atingir os 2 metros, sendo que os indivíduos podem viver até aos 30 anos. É uma das menores espécies de cetáceos e sua distribuição é restrita, ocorrendo em apenas águas costeiras, baías, enseadas e estuários do oeste do oceano Atlântico, desde Honduras até o estado de Santa Catarina, no Brasil. Apesar de o nome, por vezes, gerar confusão, o boto-cinza é uma espécie de golfinho.
No passado, a espécie boto-cinza (S. guianensis) era considerada uma subespécie marinha do tucuxi (Sotalia fluviatilis). Contudo, diferenças marcantes no tamanho e análises morfométricas tridimensionais repercutiram na separação da espécie costeira da fluvial em 2002.

## Taxonomia
O gênero Sotalia foi descrito por Gray em 1866, com base em um exemplar coletado na Guiana Francesa, o qual foi originalmente descrito como Delphinus guianensis, passando então a ser chamado S. guianensis (Van Bénéden, 1864).
Estudos mostram claramente que as populações marinha e amazônica resultam de diferentes processos evolutivos, representando duas distintas espécies, S. fluviatilis na Bacia Amazônica e S. guianensis na costa Atlântica da América Central e América do Sul.

## Características Físicas
O boto-cinza é caracterizado por apresentar coloração dorsal acinzentada, que pode variar do cinza-claro ao cinza-escuro, com duas faixas de coloração mais claras na lateral. A região ventral é mais clara que o dorso, variando do cinza-claro ao rosa. A nadadeira dorsal, predominantemente acinzentada, possui, na extremidade distal, uma coloração que pode variar de rosada a esbranquiçada.
É possível identificar os indivíduos de botos-cinza utilizando a fotoidentificação. Esta técnica permite identificar cada animal por meio de fotos das marcas naturais ou adquiridas ao longo da vida presentes em sua nadadeira dorsal. As marcas naturais funcionam como se fossem impressões digitais, pois cada boto possui um padrão diferente.
O boto-cinza é um dos menores cetáceos existentes. Seu tamanho corporal médio é de 190 centímetros de comprimento, o máximo já registrado foi de 206 centímetros e o peso máximo observado foi de 121 quilogramas. Possui, em média, 120 dentes com formato idêntico.

## Reprodução

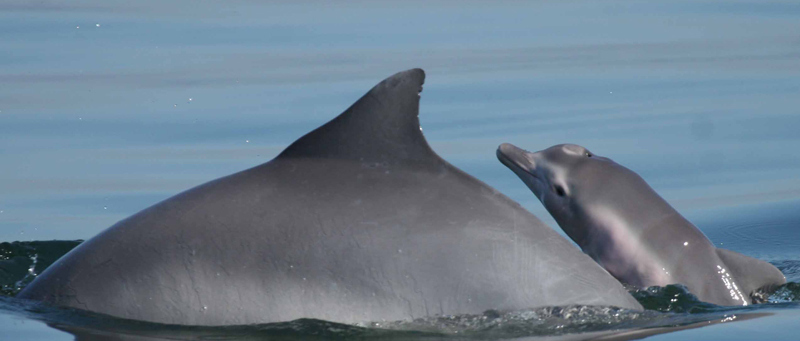
Mãe boto-cinza com cria

O sistema de reprodução é promíscuo, com competição de esperma, onde ambos os sexos copulam com mais de um indivíduo. Em média, se tornam reprodutivamente maduros (adultos) a partir dos seis anos (fêmeas) e sete anos (machos). Não apresenta dimorfismo sexual significativo e reproduz-se durante todo o ano.
O ciclo reprodutivo dura cerca de dois anos. A fêmea pode somente gerar um filhote a cada três anos, a gestação dura em média quase um ano, o tempo de lactação dura entre seis meses a um ano e o filhote se torna autossuficiente a partir dos dois anos.
Os nascimentos de S. guianensis parecem ocorrer ao longo de todo o ano no Brasil, com picos de nascimentos que variam com a época do ano e região.

## Emissão Sonora
Odontocetos usam sinais de alta frequência. Existe uma correlação entre tamanho e espectro de frequência utilizado por cada espécie. O tamanho do corpo do animal é inversamente proporcional ao espectro (faixa de frequência) de comunicação, ou seja, animais com corpo grande (baleias) emitem sinais de baixa frequência e animais com o corpo pequeno, sinais de alta frequência.

Animação ilustrativa da ecolocalização em golfinhos.

Os golfinhos possuem um rico repertório acústico que inclui cliques, sons pulsantes e sons tonais (assobios). Os cliques são sinais pulsados de ecolocalização com picos de frequência alta que permite a localização de presas e objetos. Sons pulsantes caracterizam-se por uma alta taxa de repetição ou pequenos intervalos entre os pulsos e a função é expressar emoções e comunicação. Os assobios são emitidos em interações sociais que envolvem coesão do grupo, reconhecimento individual e alimentação em grupo. Um quarto tipo de som foi registrado para espécie S. guianensis chamado de gargarejo, é emitido por filhotes (até cerca de seis meses) ocorrendo com maior taxa de repetição quando dois ou mais estão em atividade.

## Distribuição eHabitat
O boto-cinza ocorre no Atlântico Ocidental nas Américas Central e do Sul, abrangendo a área do Sul do Brasil à Nicarágua, chegando possivelmente a Honduras. O limite sul de sua distribuição pode estar associado com a zona de confluência da Corrente do Brasil com a fria Corrente das Malvinas. É encontrado geralmente em águas costeiras protegidas, estuários e baías, embora seja encontrado a 70 quilômetros da costa no Arquipélago de Abrolhos, no Estado da Bahia. Isto pode ocorrer devido ao alargamento da plataforma continental no Banco dos Abrolhos. 
No Brasil em 2002, a população da Baía de Sepetiba, localizada no estado do Rio de Janeiro, foi estimada entre 739 e 2 196 botos-cinza, sendo considerada, por pesquisadores, a maior população para toda a área de ocorrência da espécie no mundo. Hoje, a população de botos-cinza na Baía de Sepetiba é estimada entre 600-800 indivíduos. Na Baía de Sepetiba, também ocorre um fenômeno raro, com a ocorrência de duas áreas principais de concentração, sendo uma na entrada e a outra no interior da baía, onde é possível encontrar agregação com mais de 400 indivíduos.
Anteriormente, na Baía de Guanabara, também localizada no estado do Rio de Janeiro, os botos-cinza eram tão abundantes quanto na baía de Sepetiba, a ponto de serem representados no brasão da cidade do Rio de Janeiro. Atualmente, estima-se que haja apenas 30 botos-cinza na baía de Guanabara.
Já na Baía de Paraty, que se encontra inserida no complexo da Baía da Ilha Grande, também localizada no estado do Rio de Janeiro, estima-se o número médio de 621 indivíduos de S. guianensis, catalogados com base na análise de marcas na nadadeira dorsal. Os botos-cinza provavelmente se agregam para se alimentar de grandes cardumes de peixes. Os grupos coesos que esses animais formam sugerem uma forte ligação social entre os indivíduos, principalmente entre fêmeas e filhotes.

## Comportamento

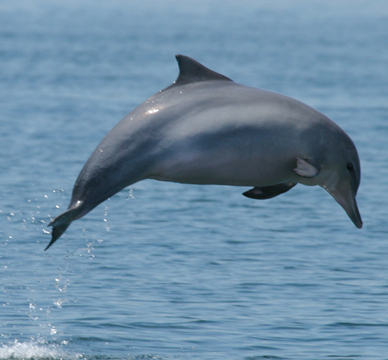
Salto de Boto-cinza

O boto-cinza é uma espécie que realiza poucos saltos e não tem o hábito de nadar próximo à proa dos barcos (bow-riding), como outras espécies de golfinhos. Seus grupos são coesos, com tamanho de 2 a 6 indivíduos, apesar de comumente serem encontrados entre 50 e 60 indivíduos associados em algumas localidades. Na Baía de Sepetiba, frequentemente se avistam duas agregações com mais de 100 animais, que podem atingir até cerca de 400 botos. Há evidências de que tais grupos são instáveis, uma estrutura social típica da espécie denominada "fissão-fusão". Não realizam grandes deslocamentos, permanecendo em uma mesma área durante todo o ano. S. guianensis utiliza sua área de vida de forma heterogênea e com maior uso das partes com maior influência marinha.

## Alimentação
O principal alimento do boto-cinza são os peixes, em especial a sardinha, a corvina e o parati. Apesar dessa preferência, o boto-cinza gosta de variar a sua dieta alimentar e, por isso, também come lula, polvo e camarão. Esse golfinho, como tubarões e raias, também pode detectar peixes através da sintonização em seus campos elétricos.

## Ameaças
Por seu hábito costeiro, o boto-cinza é encontrado em áreas densamente povoadas e é extremamente suscetível aos impactos humanos. As principais ameaças à espécie são a poluição, degradação do habitat, captura acidental, aumento do tráfego de embarcações e desenvolvimento urbano nas regiões costeiras. Apesar de protegidos por leis federais brasileiras, também ocorrem capturas intencionais em toda a costa brasileira para consumo humano, utilização da carne de boto-cinza como isca para pesca de espinhel, dentre outros usos. Estudos acerca da mortalidade e das interações dessa espécie com as pescarias no Brasil, ainda são escassos.
A Baía de Sepetiba está localizada no litoral sul fluminense, sendo uma das maiores do Brasil (526 quilômetros quadrados), e é um sistema que sofre impactos consideráveis das atividades antrópicas. A Baía de Sepetiba foi considerada pelo Plano Estratégico Nacional de Áreas Protegidas (PNAP) como área de importância biológica extremamente alta e alta prioridade de ação, devido às áreas de manguezais, ao ambiente estuarino, criação e alimentação de peixes, crustáceos e moluscos de importância comercial. A alta importância biológica se estende também para espécies de mamíferos aquáticos, uma vez que é área de ocorrência da maior população e grupos de S. guianensis na costa brasileira. Apesar das características que a tornam uma área prioritária para conservação, a baía é vista como área de potencial portuário e empreendedor, o que tende a ampliar sua degradação com o passar dos anos.
O recolhimento sistematizado de carcaças realizado pelo Instituto Boto Cinza (IBC) aponta que a população de botos-cinza da Baía de Sepetiba tem sido impactada por atividades pesqueiras na região. Desde 2005 até ao início do ano de 2016, foram recolhidas mais de 343 carcaças de botos-cinza. A mortalidade atinge principalmente os espécimes machos, fato que também foi observado na costa do Espírito Santo, o que pode levar a um desequilíbrio populacional dos botos-cinza da região. Há, também, um aumento de mortes de fêmeas desde 2010, fato muito preocupante uma vez que as fêmeas são o componente mais importante da população em termos de contribuição para a taxa de crescimento populacional.
A descrição qualitativa e quantitativa das capturas incidentais ao longo da distribuição da espécie tem especial importância para sua conservação.
Os estudos desenvolvidos pelo IBC nos últimos 15 anos, sobre a ecologia populacional, genética e interação com atividade pesqueira, demonstram que há um número elevado de mortes causadas pela captura acidental e que a população de botos-cinza da Baía de Sepetiba apresenta índices de mortalidade superiores a 2%, o que é considerado insustentáveis, com um número elevado de mortes causadas pela captura acidental. O fato de a mortalidade ser composta principalmente por machos e fêmeas reprodutivamente ativos e esta população ser isolada geneticamente de populações adjacentes (por exemplo, a população de botos-cinza da Baía de Paraty), fez com que o boto-cinza fosse incluído, em 2011, na lista das dez espécies mais ameaçadas da Secretaria do Estado de Ambiente (SEA). Muitos cetáceos, incluindo o boto-cinza, são ainda pouco conhecidos quanto aos seus hábitos e comportamento, devido em parte à dificuldade de observação no meio em que vivem. Logo, animais encalhados conferem uma importante fonte de dados sobre os padrões sazonais e espaciais de ocorrência e mortalidade, alimentação, estrutura etária, proporção sexual, variabilidade genética populacional, variações interanuais associadas a eventos climáticos e antropogênicos, causas de mortalidade, deslocamento e outros aspectos da história natural. A partir desses encalhes, também é possível inferir sobre interações com seres humanos, como emalhes em redes de pesca, colisão com embarcações e bioacumulação devido à poluição do seu habitat. Por isso, os animais encalhados são indicadores da saúde do meio ambiente. Estes dados podem subsidiar ações que visem à conservação destas espécies.
Vistos a crescente degradação da Baía de Sepetiba, o alto número de golfinhos mortos, o declínio da população de S. guianensis na Baía de Guanabara e as ações prioritárias propostas no Plano de Ação Nacional para a Conservação dos Pequenos Cetáceos, é necessário, urgentemente, determinar tendências populacionais dos botos-cinza da região, determinar as áreas de captura acidental e buscar alternativas para reduzi-la. A busca de medidas mitigadoras e de preservação para a população de Sepetiba é de grande importância, a exemplo da sensibilização dos pescadores e da comunidade local sobre a mortalidade dos botos-cinza. A descrição qualitativa e quantitativa das capturas incidentais ao longo da distribuição da espécie tem especial importância para sua conservação.

## Conservação
Apesar de um considerável volume de conhecimento científico já gerado, informações a respeito da dinâmica populacional, padrões de residência, uso do habitat e interações sociais desta espécie são escassas, a ponto de seu risco de extinção estar classificado como "dados insuficientes" na Lista Vermelha da União Internacional para a Conservação da Natureza e dos Recursos Naturais. Entretanto, pesquisadores propõem que o S. guianensis já pode ser considerado como "vulnerável" ou "quase ameaçado" no Brasil. O estado real de conservação dos pequenos cetáceos, muitas vezes, é mascarado pela falta de informação sobre os aspectos de sua história natural e das tendências populacionais. A espécie foi classificada recentemente na Lista das Espécies da Fauna Brasileira Ameaçadas de Extinção como vulnerável, devido ao aumento da população humana nas regiões costeiras e um declínio estimado em mais de 30% em apenas três gerações. O boto-cinza também consta no Apêndice II da Convenção de Espécies Migratórias e é um dos quatro delfinídeos listados no Apêndice I da Convenção sobre o Comércio Internacional de Espécies Ameaçadas da Fauna e da Flora Selvagens.

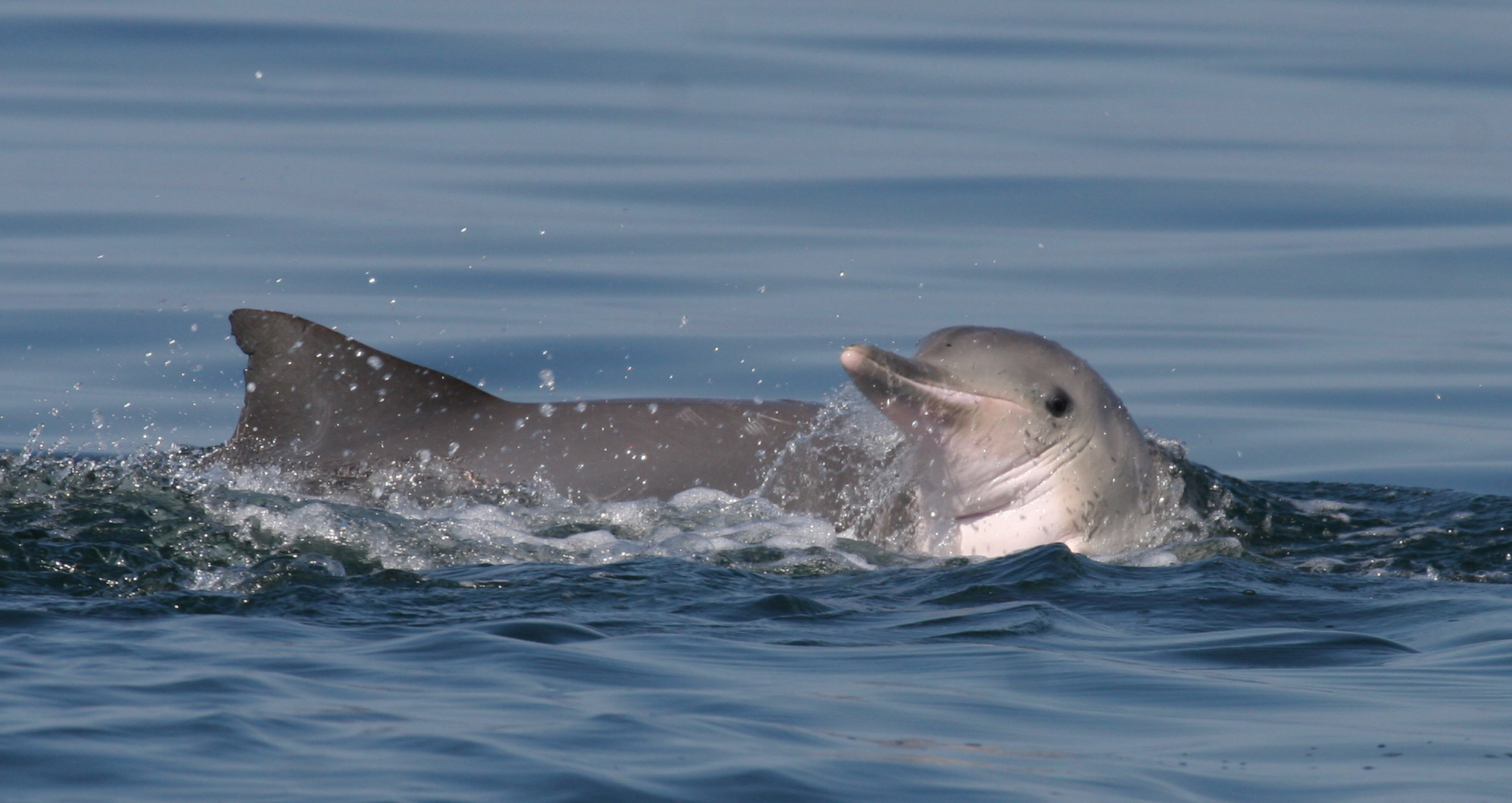

Em 2012, o boto-cinza foi considerado Patrimônio Natural do município de Mangaratiba, conforme a Lei nº. 832, de 26 de outubro de 2012. Juntamente à lei, a atividade de turismo de base comunitária para observação de botos-cinza foi implantada como alternativa de renda para pescadores, na tentativa de diminuir o alto índice de mortalidade destes animais. Tal atividade deve seguir normas e procedimentos que lhes assegurem a integridade física, causando o mínimo de impacto possível.
Na Baía de Sepetiba, que abriga a maior população de botos-cinza, foi criada, para assegurar a proteção da espécie e seu habitat, a Área de Proteção Ambiental (APA) Marinha Boto-Cinza, na cidade de Mangaratiba, com a publicação da Lei Municipal nº 962, de 10 de abril de 2015. A APA Marinha Boto-Cinza é uma unidade de conservação de uso sustentável e tem, como missão, a conservação do ecossistema marinho da baía em consonância com o desenvolvimento sustentável e com a proteção de espécies ameaçadas, como o boto-cinza, que habitam a região.
Existem algumas iniciativas para fortalecer a conservação da espécie ao longo da sua distribuição. Na Baía de Sepetiba, desde 1997, o Instituto Boto Cinza (IBC) é uma organização não governamental, sem fins lucrativos, que atua com a missão de trabalhar em prol da preservação do boto-cinza e da conservação do ecossistema marinho com compromissos socioambientais.